# Stea pitică

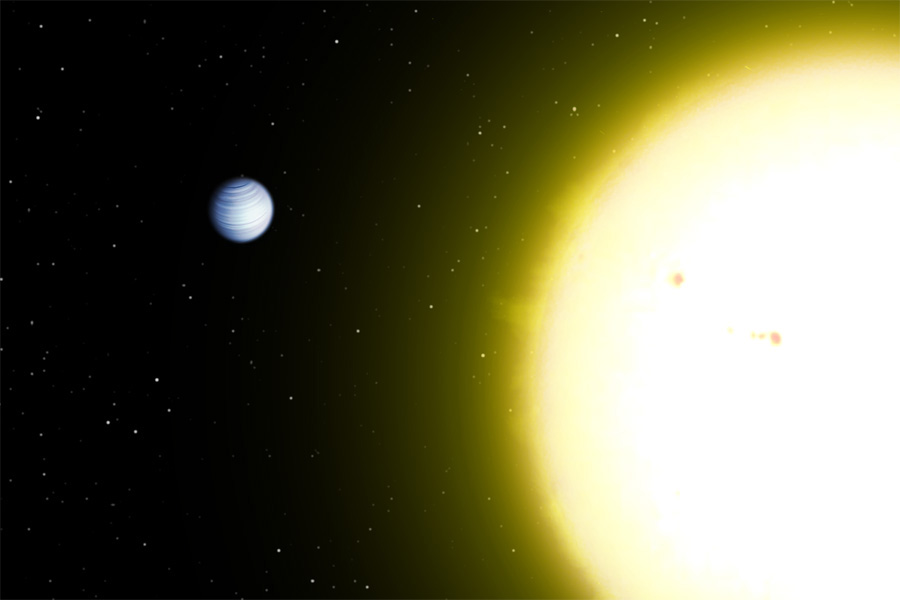
Reprezentare artistică a stelei 51 Pegasi (care este o pitică galbenă) și a planetei 51 Pegasi b.

Termenul stea pitică se referă la o varietate de tipuri de stele:
- dacă se folosește doar stea pitică atunci se referă în general la orice stea din secvența principală care aparține clasei a V-a de luminozitate. 
  - pitică roșie - se referă la stele cu masa mică din secvența principală;
  - pitică galbenă/portocalie[1] - se referă la stele din secvența principală cu masa asemănătoare cu a Soarelui. Soarele este o pitică galbenă.

- pitică albastră - se referă la stelele cu masă mică din secvența principală, despre care se presupune că dau naștere la stelele tip pitică roșie

- pitică albă -  este o stea formară din materie având electronii-degenerați, este considerată a fi ultima etapă în evoluția unei stele care nu este masivă înainte de a forma o stea supernovă de tip II-stele masive care au aproximativ 9 mase solare

- pitică neagră - se referă la o stea pitică albă care s-a răcit suficient astfel încât ea nu mai emite nicio lumină vizibilă.

- pitică cenușie - se referă la un obiect sub-stelar cu o masă mai mică decât este necesar pentru a menține arderea hidrogenului în heliu (cca. din 0,08 masa solară) , așa cum sunt stele din secvența principală, dar care are suprafața și interiorul total convective, fără nici o diferențiere chimică în profunzime.